# Outriders
Outriders ist ein Third-Person-Shooter, der von People Can Fly entwickelt und am 1. April 2021 von Square Enix für Microsoft Windows, PlayStation 4, PlayStation 5, Xbox One, Xbox Series und Stadia veröffentlicht wurde. Das Spiel ist auf den Xbox-Systemen ab Veröffentlichung im Xbox Game Pass verfügbar.

## Spielprinzip
Outriders ist ein Third-Person-Shooter, gemischt mit Elementen aus Rollenspielen (Loot-Shooter). Zu Beginn des Spiels erstellen die Spieler ihre eigenen Charaktere und wählen aus vier Klassen, von denen jede über einzigartige Fähigkeiten verfügt, die die Spieler nutzen können. Zu den vier Klassen gehören der Trickster, der die Fähigkeit besitzt, die Zeit zu manipulieren, der Pyromancer, der Feuer manipulieren kann, der Devastator, der seismische Angriffe auslösen kann, und der Technomancer. Diese besonderen Fähigkeiten haben einen kurzen Cooldown und können mit anderen Fähigkeiten kombiniert werden, um maximale Effekte zu erzielen. Das Spiel verfügt über einen Skilltree, mit dem die Spieler ihre Fähigkeiten freischalten und verbessern können.
Die Spieler können verschiedene Waffen wie Schrotflinten und Sturmgewehre einsetzen, um Feinde zu besiegen. Schusswaffen können mit Waffenmodifikationen angepasst werden. Die Spieler können sich hinter einer Deckung verstecken, um sich vor feindlichen Angriffen zu schützen. Allerdings regeneriert sich Gesundheit nur dann, wenn es dem Spieler gelingt, Feinde zu verletzen oder zu töten. Die Spieler bekämpfen sowohl Monster als auch menschliche Feinde. Je weiter der Spieler fortschreitet, desto höher wird das Weltlevel (das dem Schwierigkeitsgrad des Spiels entspricht). Wenn das Weltlevel hoch ist, ist es wahrscheinlicher, dass der Spieler hochwertige Beute von besiegten Gegnern bekommt.
Das Spiel beinhaltet verschiedene Rollenspielelemente. Während der Erkundung können die Spieler verschiedene Knotenpunktbereiche erkunden, mit Non-Playable-Charakteren (NPCs) sprechen und Nebenmissionen erfüllen. In Zwischensequenzen erlaubt ein Dialogbaum, über das Ergebnis einiger Gespräche zu entscheiden, obwohl er den Verlauf der Geschichte nicht beeinflusst. Das Spiel kann alleine gespielt werden, aber die Spieler können das Spiel auch zusammen mit zwei anderen Spielern absolvieren. Im Gegensatz zu vergleichbaren Spielen wie das zuletzt gescheiterte Anthem, ist Outriders nicht als Live-Service-Game angelegt, sondern wurde bewusst als Spiel mit einer abgeschlossenen Handlung und einem Endgame entwickelt.

## Handlung
Im 21. Jahrhundert führten der globale Klimawandel und daraus resultierende Naturkatastrophen zu einer weltweiten Krise. Tsunamis und Erdbeben nahmen spürbar zu, gleichzeitig wurden immer größere Teile der Erde zunehmend unbewohnbar, verödeten oder wurden überflutet. Dies führte zum Zusammenbruch globaler Versorgungsketten und staatlicher Infrastrukturen in zahlreichen Ländern, wobei gleichzeitig militärische Konflikte zunahmen. Der Spieler erhält durch Dialoge, Datenbankeinträge und Tagebücher fragmentarischen Einblick in die „letzten Tage der Erde“. So erfährt man bereits im Prolog und im ersten Kapitel des Spiels von einem katastrophalen Erdbeben im Jahr 2048, einer Belagerung von Warschau, einer militärischen Intervention in Venezuela und der Evakuierung von Los Angeles kurz vor dem Start des interstellaren Kolonisierungsprogramms. Die Lore des Spiels ist hierbei ein fester Bestandteil des Worldbuildings.
Das Kolonisierungsprogramm sollte wenigstens das Überleben eines geringen Teils der Menschheit sicherstellen und wurde in der zweiten Hälfte des 21. Jahrhunderts begonnen. Es stand unter der Leitung der ECA (Enoch Colonization Authority), die ein Zusammenschluss noch vorhandener staatlicher Stellen und multinationaler Konzerne war. Ziel war die Kolonisierung eines erdähnlichen Planeten namens Enoch. Die mehrere Jahrzehnte dauernde Reise in das dortige Sonnensystem unternahmen die Kolonisten im Kälteschlaf. Nach ihrer Ankunft musste die erste Welle der Kolonisten, die die erste Phase der Kolonisierung vorbereiten sollte, feststellen, dass ein Kontakt mit der Erde seit Jahren nicht mehr möglich war.
Die Bemühungen der Überlebenden, den Planeten Enoch zu kolonisieren, geriet aber schon bald außer Kontrolle. Ein als Vorhut entsandtes Expeditionsteam der ECA, zu dem auch der Spieler als Teil eines Eliteteams (den Outridern) gehört, stieß bei seiner Suche nach einem mysteriösen Signal auf einen massiven Energiesturm, der bald darauf als Anomalie bekannt wurde. Die Anomalie kostete zahlreichen Menschen das Leben, verlieh aber einigen wenigen Kolonisten (den sogenannten Veränderten) auch übernatürliche Kräfte. Der Spieler, der sich früh im Spiel für eine von vier Fähigkeitsklassen entscheiden muss, wurde schwer verwundet und erneut in den Kälteschlaf versetzt. 31 Jahre später wird er wieder geweckt und muss zu seinem Schrecken erfahren, dass jegliche moderne Technologie nicht mehr funktionsfähig ist und die Lebensumstände der überlebenden Kolonisten erbärmlich sind. Das vermeintliche Paradies, als das Enoch zunächst erschien, entpuppt sich aufgrund der Anomaliestürme, der allgemein feindlichen Umwelt und den nur mangelhaft verfügbaren Ressourcen als Hölle auf Erden. Hinzu kommen militärische Konflikte zwischen den verschiedenen Fraktionen der Kolonisten und einigen abtrünnigen Veränderten, die eigene Ziele verfolgen. Der Spieler schließt sich früh im Spiel dem Rest der ECA an, womit die eigentliche Handlung beginnt.

## Entwicklung
Der polnische Entwickler People Can Fly begann die Entwicklung von Outriders im Jahr 2015. Square Enix erklärte sich bereit, es zu veröffentlichen und ermutigte das Team, seine Vision zu erweitern. Um das Spiel zu entwickeln, erweiterte People Can Fly das Studio von 40 auf mehr als 200 Mitglieder. Die Enthüllung des Gameplays von Outriders veranlasste Kritiker, das Spiel mit anderen Live-Service-Spielen wie Destiny und Tom Clancy’s The Division zu vergleichen, obwohl People Can Fly bestätigte, dass Outriders kein Live-Service-Titel ist und dass es ein Spiel ist, das die Spieler "starten und beenden" können. Bei der Entwicklung des Spiels wurde auf kooperatives Gameplay geachtet, obwohl das Team beim Schreiben der Spielgeschichte großen Wert darauf gelegt hat. Der Hauptautor Joshua Rubin verglich das Spiel mit Apocalypse Now und Heart of Darkness. Die Erzählung des Spiels hat einen viel ernsteren Ton als Bulletstorm, da das Studio beweisen wollte, dass es auch eine ausgereifte Geschichte schreiben kann.
Am 16. Mai 2018 kündigte Square Enix an, dass sie den nächsten Titel von People Can Fly veröffentlichen werden. Das auf der E3 2019 angekündigte Spiel ist am 1. April 2021 für Stadia, Microsoft Windows, PlayStation 4, PlayStation 5, Xbox One und Xbox Series erschienen.

## Rezeption
Outriders hat national und international durchschnittlich gute Bewertungen erhalten.

„Fazit: »Für einen guten (Sci-Fi-)Third-Person-Shooter bin ich immer zu haben und Outriders macht dabei seine Sache ziemlich gut, lockert das übliche Deckungs-Shooter-Gameplay durch sein eher aggressiveres Vorgehen gekonnt auf, versorgt euch im Laufe der Story ohne Grind mit vernünftiger, neuer Ausrüstung und stellt euch im Anschluss im Endgame vor die größten Herausforderungen, die das Spiel zu bieten hat. Sowohl alleine wie auch im Team macht das großen Spaß, was – zum Glück für das Spiel – gut genug über die spielerische Eintönigkeit hinwegblicken lässt, denn ein wenig mehr Abwechslung hätte hier definitiv nicht geschadet.«“

„Fazit: »Outriders überzeugt für mich vor allem durch seine Verschmelzung von Rollenspiel und Shooter. Selten haben mich Gefechte so sehr aus der Reserve gelockt, mich gezwungen, umzudenken und immer auf volles Risiko zu gehen – dieser Todestanz umgeben von einem fulminanten Effektgewitter macht in den ersten Spielstunden süchtig.
Unter der Oberfläche leuchtet das Feuer aber eigentlich noch viel heller: Wie in einem Action-Rollenspiel lässt mich Outriders meinen Build bis ins Detail über Mods und Ausrüstung anpassen und verfeinern. Das klingt vielleicht trocken, das Tüfteln und Ausprobieren fühlt sich beim Spielen aber unglaublich motivierend und kurzweilig an, weil man alles sofort rückgängig machen kann und sofort merkt, ob sich eine bestimmte Kombi lohnt.«“